# Бора Костіч
Борис Костіч (серб. Бора Костіћ; 24 лютого 1887, Вршац — 3 листопада 1963, Белград) — югославський шахіст, міжнародний гросмейстер (1950).
Югославський шахіст єврейського походження. Популяризатор і пропагандист шахів; у 1924–1926 роках здійснив навколосвітню подорож, у тому числі відвідав СРСР (Владивосток, Іркутськ, Омськ, Новосибірськ, Свердловськ, Москва, Тбілісі, Баку, Батумі, Одеса, Київ, Ленінград).
У складі команди Югославії учасник 4-х Олімпіад (1927, 1931, 1935, 1937). На 1-му чемпіонаті Югославії (1935) поділив 1 — 2-е місця з В. Пірцом. Чемпіон країни (1938). Шахіст активного позиційного стилю. Його гру вирізняли винахідливість в атаці та стійкість у захисті.
З 1969 року проводяться меморіали Костіча.

## Спортивні результати
| Рік     | Турнір                                             | + | - | =  | Результат | Місце |
| ------- | -------------------------------------------------- | - | - | -- | --------- | ----- |
| 1911    | Сан-Ремо                                           |   |   |    | з         | 4-5   |
| 1913    | Стокгольмі                                         |   |   |    | з         | 1     |
| 1916    | Нью-Йорк                                           |   |   |    | з         | 2-4   |
|         | Нью-Йорк, матч проти Дж. Шовальтера                | 7 | 2 | 5  | 9½ з 14   |       |
| 1918    | Чикаго                                             |   |   |    | з         | 1     |
|         | Нью-Йорк                                           | 6 | 0 | 6  | 9 з 12    | 2     |
| 1919    | Гавана, матч проти Х. Р. Капабланки                | 0 | 5 | 0  | 0 з 5     |       |
|         | Гастінгс                                           | 8 | 0 | 3  | 9½ з 11   | 2     |
| 1920    | Гетеборг                                           | 5 | 3 | 5  | 7½ з 13   | 4-7   |
| 1921    | Будапешт                                           |   |   |    | з         | 3-4   |
|         | Гаага                                              | 3 | 1 | 5  | 5½ з 9    | 4-5   |
| 1921/22 | Гастінгс                                           | 7 | 0 | 0  | 7 з 7     | 1     |
| 1922    | Тепліце-Шанов (нині Тепліце)                       |   |   |    | з         | 6     |
| 1926    | Бардо                                              |   |   |    | з         | 5     |
|         | Мерано                                             | 5 | 2 | 6  | 8 з 13    | 5-6   |
|         | Тренчанске-Тепліце                                 |   |   |    | з         | 1-2   |
| 1927    | Лондон, I Олімпіада (на 1-й шахівниці)             | 5 | 3 | 7  | 8½ з 15   |       |
| 1928    | Тренчанске-Тепліце                                 |   |   |    | з         | 1     |
|         | Берлін                                             | 4 | 2 | 5  | 6½ з 11   | 3-4   |
| 1930    | Ніцца                                              | 5 | 2 | 4  | 7 з 11    | 4     |
| 1931    | Прага, IV Олімпіада (на 2-й і 3-й шахівницях)      | 5 | 2 | 8  | 9 з 15    |       |
|         | Блед                                               | 6 | 7 | 13 | 12½ з 26  | 9-10  |
| 1935    | 1-й чемпіонат Югославії                            |   |   |    | з         | 1-2   |
|         | Варшава, VI Олімпіада (на 2-й і 3-й шахівницях)    | 4 | 3 | 9  | 8½ з 16   |       |
| 1936    | Бухарест                                           |   |   |    | з         | 1     |
| 1937    | Стокгольм, VII Олімпіада (на 3-й і 4-й шахівницях) | 7 | 2 | 9  | 11½ з 18  |       |
| 1938    | Чемпіонат Югославії                                |   |   |    | з         | 1     |
|         | Любляна, міжнародний турнір                        | 7 | 1 | 7  | 10½ з 15  | 1     |
| 1962    | Цюрих, турнір ветеранів                            | 5 | 2 | 2  | 6 з 9     | 1-2   |